# Žehra
Žehra (del húngaro: Zsigra) es una población y municipalidad del distrito de Spišská Nová Ves en la región de Košice en el centroeste de Eslovaquia.

## Historia
La primera vez que aparece documentalmente el pueblo fue en 1245.
La iglesia del Espíritu Santo de Žehra que fue fundada en 1274, contiene murales de los siglos XIII y XIV. Fue incluido por la Unesco en la lista del Patrimonio de la Humanidad en 1993 junto a las localizaciones del castillo de Spiš, el Spišská Kapitula y Spišské Podhradie. En 2009, se amplió el sitio protegido para incluir el centro histórico de Levoča.

## Demografía
| Año        | 1994 | 2004     | 2014     | 2024     |
| ---------- | ---- | -------- | -------- | -------- |
| Población  | 1265 | 1696     | 2300     | 2767     |
| Diferencia |      | +34,07 % | +35,61 % | +20,30 % |

| Año        | 2023 | 2024    |
| ---------- | ---- | ------- |
| Población  | 2736 | 2767    |
| Diferencia |      | +1,13 % |